# Kansas (альбом)
Kansas — дебютный одноимённый студийный альбом американской прогрессив-рок- группы Kansas, выпущенный в 1974 году Kirshner Records в США и Epic Records в других странах. Дебютный альбом Kansas последовал за слиянием двух музыкальных лагерей Topeka : Kerry Livgren из предыдущего состава Kansas и White Clover, игравшего мейнстримный рок и блюз. Вновь сформированная группа подписала контракт с Kirshner Records в 1973 году и отправилась в Нью-Йорк, чтобы записать свой первый релиз. Материал альбома Kansas, написанный в основном гитаристом / клавишником Ливгреном и вокалистом / клавишником Стивом Уолшем, был взят из репертуара обеих групп. Песни Ливгрена, как правило, были длиннее и сложнее, чем песни Уолша, и содержали мистические тексты, которые отражали его большой интерес к восточным религиям. «Journey from Mariabronn» было вдохновлено произведениями Германа Гессе «Нарцисс» и «Гольдмунд», в то время как «Belexes» и «Aperçu» были созданы под влиянием псевдоазиатского звучания «Турандот» Джакомо Пуччини. Сингл Kansas рекламировался с помощью печатной рекламы, которая включала слоган «Канзас — это Коминг». Промо-7-дюймовый сингл «Man the Stormcellars: Kansas is Koming!» был отправлен на радиостанции и показал, что Дон Киршнер раскручивает альбом. Было выпущено два 7-дюймовых сингла: «Can I Tell You» и «Lonely Wind». Оба не попали в чарты, хотя концертная версия «Lonely Wind» (из двойного концертного альбома Two for the Show) действительно достигла 100 лучших в начале 1979 года. В плей-лист: Bringing It Back вошли пять песен с этого альбома и пять песен с Masque. . Альбом был переиздан в ремастированном формате на компакт-диске в 2004 году. Ремастированная версия альбома на виниле появилась в 2014 году.

## Обложка
На обложке альбома изображен аболиционист Джон Браун в сцене из фильма «Трагическая прелюдия», фрески уроженца Канзаса Джона Стюарта Карри . Оригинальная фреска нарисована на стене Капитолия штата Канзас в Топике. Изображение обложки альбома сильно обесцвечено и обрезано, чтобы показать только небольшую часть оригинальной картины.
Об обложке альбома участников Kansas: «Первая обложка альбома сделана в Капитолии штата Топика и представляет собой фреску, нарисованную внутри на стене Джоном Стюартом Карри из Джона Брауна. Я помню, как увидел это, когда мне было 15 или 16 лет, когда я пришел в Капитолий, и подумал: „Если у меня когда-нибудь появится шанс записать альбом, то это будет обложка альбома“. Я и не подозревал, что семь лет спустя CBS свяжется с Topeka Capital Building, чтобы получить лицензию на изображение для обложки нашего альбома. Это было чертовски хорошее прикрытие. Группа называлась „Kansas“, и этим все было сказано. Мы начали с хорошей обложки, и, по большей части, наши обложки всегда были хорошими. У нас ещё не было нашего логотипа. Если вы посмотрите на первый альбом, на нем просто маленькие вырезанные буквы, и это худшее произведение искусства, известное человеку, кроме картины Джона Брауна. У нас не было никакого вклада, кроме обложки картины Джона Брауна; по крайней мере, мы получили это!»

## Рецензии
В современном обзоре New Musical Express Макс Белл написал, что, несмотря на то, что в Kansas есть все элементы утонченности, «ощетинившиеся банальным хард-роком, скоростью и ритмом, они быстро устраняют любые намеки на оригинальность», демонстрируя отсутствие индивидуальности, которая трансформирует прослушивание альбома в скучном предприятии. Ретроспективный обзор AllMusic показал, что смесь прогрессивного рока и буги-рока уникальна, но утверждал, что это также делает их менее интересными, чем другие прогрессивные рок-группы. Они также раскритиковали свою амбициозность как чрезмерную: «Здесь много гамм и арпеджио, скачущих триолей, драматического органа и величественных баллад, которые ничего не значат и никуда не денутся». Том Карр из ProgressiveWorld.net Архивная копия от 8 августа 2021 на Wayback Machine назвал альбом «выдающимся дебютом, блестящим проявлением написания песен и музыкальности, а также отличным выражением музыкального духа Kansas». Он чувствовал, что в песне «Aperçu» есть «Kansas в лучшем виде, с частым использованием времени и смены темпа, а также хорошо развитые музыкальные темы, показывающие группу выдающихся исполнителей и аранжировщиков. Уровень инструментальной виртуозности, показанный здесь, просто потрясающий. И по обе стороны Атлантики мало кто мог даже надеяться приблизиться к мастерству Kansas в своем ремесле». Он определил «Journey From Mariabronn» как «первый полноценный симфонический рок-шедевр Kansas, и в песне так много сильных элементов и тем, что она выходит за рамки простого анализа. Эта песня представляет собой парадигму для великих произведений будущего, и представляет стиль письма, который позволил бы создать замечательные песни из ранней дискографии Kansas». Заняв 174 место в чарте альбомов Billboard, альбом Kansas за месяцы после его выпуска весной 1974 года был продан более 135 000 экземпляров. Платиновый успех релизов четвёртого и пятого альбомов Канзаса: Leftoverture (1976) и Point of Know Return (1977) возродил коммерческий интерес к ранним продуктам группы. В январе 1978 года было сообщено, что оба альбома Kansas и Song for America имели на тот момент каждый из них был продан от 300 000 до 400 000 единиц, причем третий альбом Канзаса: Masque (1976) был сертифицирован Золотым для продажи 500 000 единиц в предыдущем месяце: и Kansas, и Song for America в конечном итоге получили бы Золотой статус за продажу 500 000 единиц. Song for America ещё в 1980 году, а Kansas — только в 1995 году.

## Треклист
| №  | Название                              | Автор(ы)                                          | Вокал                | Длительность |
| -- | ------------------------------------- | ------------------------------------------------- | -------------------- | ------------ |
| 1. | «Can I Tell You»                      | Rich Williams, Steve Walsh, Phil Ehart, Dave Hope | Steinhardt and Walsh | 3:32         |
| 2. | «Bringing It Back» (J. J. Cale cover) | J. J. Cale                                        | Steinhardt           | 3:33         |
| 3. | «Lonely Wind»                         | Walsh                                             | Walsh, Jay Siegel    | 4:16         |
| 4. | «Belexes»                             | Kerry Livgren                                     | Walsh                | 4:23         |
| 5. | «Journey from Mariabronn»             | Livgren, Walsh                                    | Walsh                | 7:55         |

| №  | Название                       | Автор(ы)       | Вокал                | Длительность |
| -- | ------------------------------ | -------------- | -------------------- | ------------ |
| 6. | «The Pilgrimage»               | Livgren, Walsh | Walsh                | 3:42         |
| 7. | «Aperçu»                       | Livgren, Walsh | Steinhardt and Walsh | 9:54         |
| 8. | «Death of Mother Nature Suite» | Livgren        | Steinhardt           | 7:43         |

| №  | Название                                                               | Длительность |
| -- | ---------------------------------------------------------------------- | ------------ |
| 9. | «Bringing It Back» (Live at the Agora Ballroom, Cleveland, Ohio, 1975) | 9:41         |

## Персоналии
Kansas:
- Стив Уолш (Steve Walsh) — фортепьяно, орган, Fender Rhodes, конги, ведущий и бэк-вокал
- Керри Ливгрен (Kerry Livgren) — гитары, фортепьяно, орган, синтезатор Moog, бэк-вокал
- Робби Стейнхардт (Robby Steinhardt) — скрипка, ведущий и бэк-вокал
- Рич Уильямс (Rich Williams) — электрические и акустические гитары
- Дэйв Хоуп (Dave Hope) — бас, бэк-вокал
- Фил Эхарт (Phil Ehart) — ударные

Дополнительные музыканты:
- Джей Сигел (Jay Siegel) (из The Tokens) — вокал на «Lonely Wind»

Над релизом работали:
- Уолли Голд (Wally Gold) — продюсер
- Дэн Турбевилль (Dan Turbeville) — инженер
- Кевин «Уип» Херрон и Джимми «Шут» Иовин (Kevin «Whip» Herron, Jimmy «Shoes» Iovine) — помощники инженеров
- Том Рабстенек, Грег Калби (Tom Rabstenek, Greg Calbi) — мастеринг
- Эд Ли (Ed Lee) — дизайн обложки
- Джон Стюарт Карри (John Steuart Curry) — картина на обложке
- Дон Ханштейн (Don Hunstein) — фото на задней обложке
- Джефф Гликсман , Джефф Мэджид (Jeff Glixman, Jeff Magid) — продюсеры ремастированного издания

## Чарты
| Год  | Чарт                | Позиция |
| ---- | ------------------- | ------- |
| 1974 | Top LPs & Tape (US) | 174     |

## Сертификаты
| Страна | Организация | Год  | Продажи          |
| USA    | RIAA        | 1995 | Gold (+ 500,000) |
| Canada | CRIA        | 1979 | Gold (+ 50,000)  |